# FV180 Combat Engineer Tractor
FV180 Combat Engineer Tractor (укр. Бойовий інженерний тягач FV180) або C.E.T. — спеціальна броньована машина-амфібія британської армії, яка стояла на озброєнні з 1976 року. Гусенична легкоброньована машина з амфібійними можливостями CET використовується Королівськими інженерами для підготовки землі до будівництва мосту, здійснення буксирування на лінії фронту, копання окопів для транспортних засобів, будівництва земляних загороджень, ремонту доріг, підйому виведених із ладу транспортних засобів з води та інших перешкод, підготовка берегів річок для переправ транспортних засобів та усунення перешкод.

## Будова

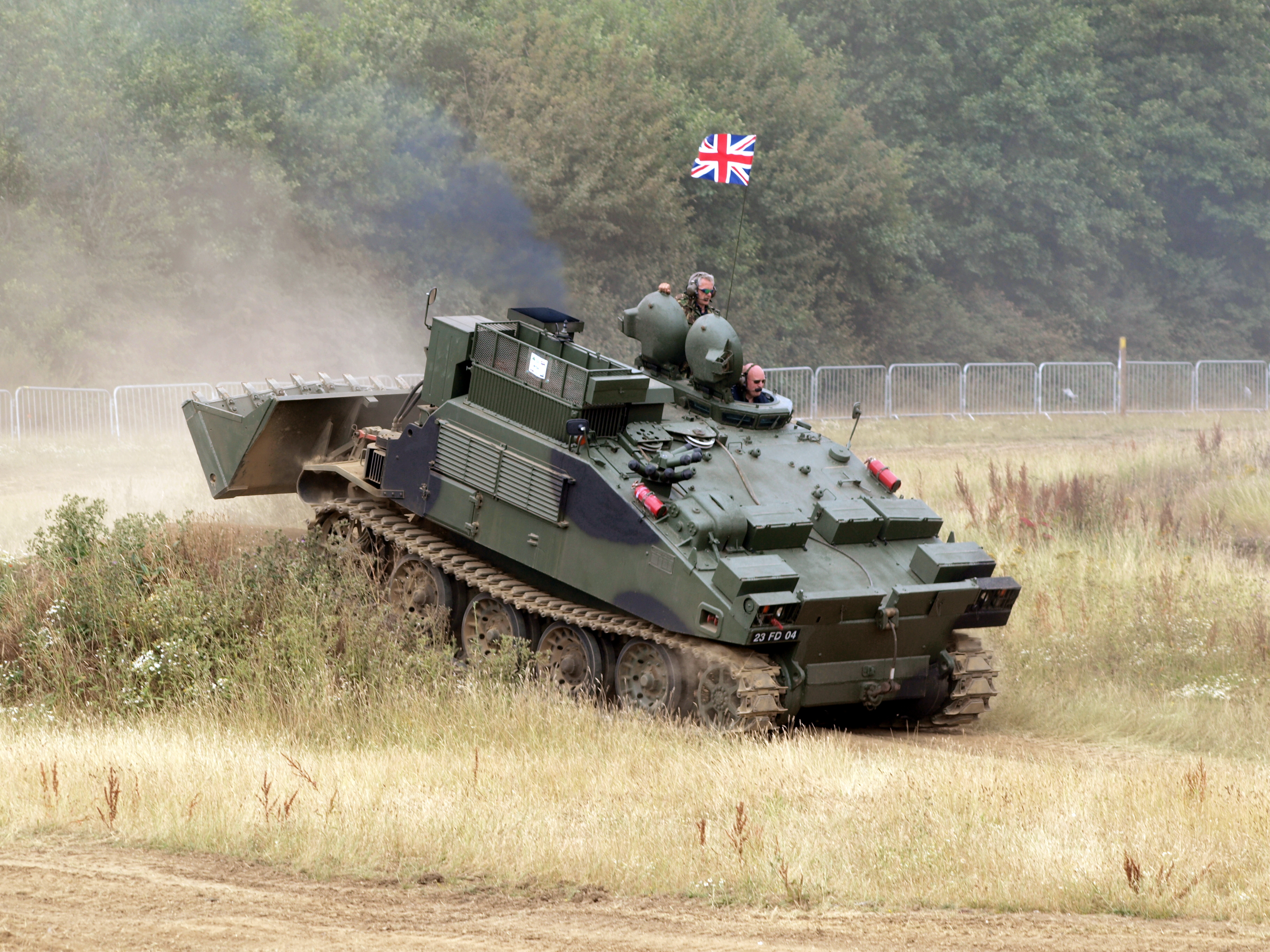
Вид спереду

Два члени екіпажу сидять у тандемних положеннях з лівого боку транспортного засобу, кожен з набором елементів управління, спрямованих у протилежні сторони. Великий землерийний ковш встановлено в задній частині автомобіля, а ракетний якір на 100-метровому тросі, прикріпленому до 8-тонної лебідки, можна встановити спереду. При керуванні FV180 із заднього сидіння ковш використовується для землерийних робіт, розчищення перешкод, шляхів або риття танкових чи гарматних окопів і протитанкових ровів. Якщо керувати FV180 із переднього сидіння, його можна вести по дорозі, а якір можна використовувати для підйому CET на круті перешкоди, такі як береги річок. Трос лебідки можна розгорнути спереду або ззаду автомобіля з максимальним тяговим зусиллям 8 тонн в обох конфігураціях.
Машина захищена від ядерного, біологічного та хімічного ураження і має блок фільтрації повітря, який постачає чисте повітря екіпажу під час роботи із закритими люками екіпажу в забрудненому середовищі. Повітряна система фільтрації повітря також використовується для накачування засобів плавучості, необхідних для утримування транспортного засобу на плаву.
Допоміжне підйомне пристосування (англ. Auxiliary Lifting Attachment, ALA) — шлюпбалка з роликом лебідки, встановлена всередині ковша землерийної машини, використовувалося для підйому вантажів вагою до 4 тонн. Такі вантажі, як секції середньобалкового мосту, можна піднімати вертикально на висоту 1,8 м. Використання допоміжного підйомного пристосування було припинено в 1990-х роках через труднощі щорічної перевірки безпечного робочого навантаження та зниження вимог до його використання.
Амфібійні можливості FV180 забезпечується двома водяними крильчатками Dowty, встановленими з кожного боку транспортного засобу та керованими командиром на задньому сидінні, спрямованим вперед. Водяні струмені використовуються для керування транспортним засобом під час плавання, це відбувається за допомогою рухомих обтічників, які спрямовують потік води. У неактивному стані водозабірники рушійної установки закриваються броньованими кришками для запобігання пошкодженню під час копання. Щоб підготувати транспортний засіб для плавання, потрібні плавучі засоби, а в передній частині транспортного засобу встановлено так звану «пральну дошку», щоб запобігти затопленню носовою хвилею відділення екіпажу під час входу у воду. Максимальна швидкість у воді становить 8,5 вузлів, транспортний засіб може долати вбрід водні перешкоди глибиною 1,8 м, а для роботи на більшій глибині потрібна підготовка, яка забезпечила б FV180 належною плавучостю. FV180 може буксирувати протимінну систему «Giant Viper». Машина придатна для транспортування літаком Lockheed C-130 Hercules.

## Історія

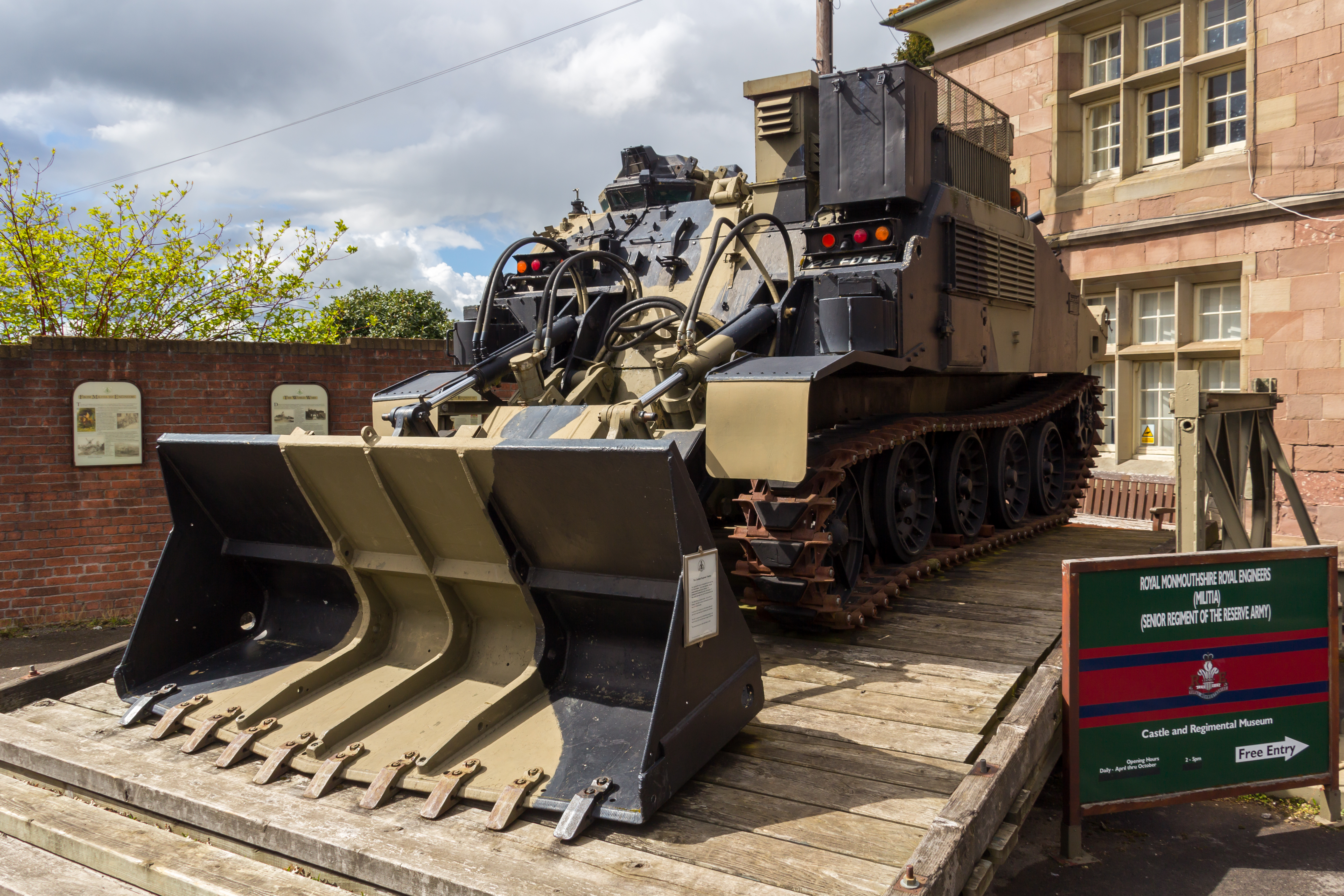
FV180 у

Розробку броньованої інженерної машини FV180 CET розпочали у 1962 році як спільний проєкт Великої Британії, Франції та ФРН. Однак у 1968 році Франція, а за два роки – і ФРН, відмовились від участі в програмі. Велика Британія продовжила роботу над проектом самостійно.
У 1973-1974 роках завод Royal Ordnance Factory (ROF) виготовив сім прототипів, а у 1977-му почався серійний випуск машини, стандартизованої як FV180 Combat Engineer Tractor (СЕТ).
Із 2013 року CET замінюється новою, більшою машиною — 30-тонним броньованим екскаватором Тер'єр. Він краще захищений, оснащений приладами нічного баченням і може дистанційно керуватися, якщо це необхідно в більш небезпечних обставинах.

## Оператори

### Поточні оператори
- Індія
- Сінгапур
- Україна[4]

### Колишні оператори
- Велика Британія